# Kaiwen (köpinghuvudort i Kina, Yunnan Sheng, lat 27,16, long 99,83)
Kaiwen (kinesiska: 开文, 金江, 金江镇) är en köpinghuvudort i Kina. Den ligger i provinsen Yunnan, i den sydvästra delen av landet, omkring 370 kilometer nordväst om provinshuvudstaden Kunming. Antalet invånare är 16 738. Befolkningen består av 8 221 kvinnor och 8 517 män. Barn under 15 år utgör 17,0 %, vuxna 15-64 år 72 %, och äldre över 65 år 10,0 %.
Runt Kaiwen är det ganska glesbefolkat, med 50 invånare per kvadratkilometer. Det finns inga andra samhällen i närheten. I omgivningarna runt Kaiwen växer i huvudsak blandskog.
Genomsnittlig årsnederbörd är 890 millimeter. Den regnigaste månaden är juli, med i genomsnitt 279 mm nederbörd, och den torraste är november, med 2 mm nederbörd.